# Fußball-Europameisterschaft der Frauen 2009/Finalrunde
Resultate der Finalrunde bei der Fußball-Europameisterschaft der Frauen 2009:

## Übersicht
|  | Viertelfinale | Viertelfinale |             |         | Halbfinale | Halbfinale |  |  | Finale | Finale |
|  |               |               |             |         |            |            |  |  |        |        |
|  |               |               |             |         |            |            |  |  |        |        |
|  |               |               |             |         |            |            |  |  |        |        |
|  | Finnland      | 2             |             |         |            |            |  |  |        |        |
|  | Finnland      | 2             |             |         |            |            |  |  |        |        |
|  | England       | 3             |             |         |            |            |  |  |        |        |
|  | England       | 3             | England     | V2V     |            |            |  |  |        |        |
|  |               |               | England     | V2V     |            |            |  |  |        |        |
|  |               | Niederlande   | 1           |         |            |            |  |  |        |        |
|  | Niederlande   | Niederlande   | 1           | E0 (5)E |            |            |  |  |        |        |
|  | Niederlande   |               |             | E0 (5)E |            |            |  |  |        |        |
|  | Frankreich    | 0 (4)         |             |         |            |            |  |  |        |        |
|  | Frankreich    | 0 (4)         | England     | 2       |            |            |  |  |        |        |
|  |               |               | England     | 2       |            |            |  |  |        |        |
|  |               | Deutschland   | 6           |         |            |            |  |  |        |        |
|  | Deutschland   | Deutschland   | 6           | 2       |            |            |  |  |        |        |
|  | Deutschland   |               |             | 2       |            |            |  |  |        |        |
|  | Italien       | 1             |             |         |            |            |  |  |        |        |
|  | Italien       | 1             | Deutschland | 3       |            |            |  |  |        |        |
|  |               |               | Deutschland | 3       |            |            |  |  |        |        |
|  |               | Norwegen      | 1           |         |            |            |  |  |        |        |
|  | Schweden      | Norwegen      | 1           | 1       |            |            |  |  |        |        |
|  | Schweden      |               |             | 1       |            |            |  |  |        |        |
|  | Norwegen      | 3             |             |         |            |            |  |  |        |        |

V Sieg nach Verlängerung
E Sieg im Elfmeterschießen

## Viertelfinale

### Finnland – England 2:3 (0:1)
| Finnland                                                           | Finnland | England | England |
| ------------------------------------------------------------------ | --- | --- | ------- |
| Finnland                                                           | \| 3. September 2009 um 16:00 Uhr (Ortszeit) in Turku (Turku-Stadion) \| \| Zuschauer: 7.247[1] \| \| Schiedsrichterin: Dagmar Damková ( Tschechien) \| | \| 3. September 2009 um 16:00 Uhr (Ortszeit) in Turku (Turku-Stadion) \| \| Zuschauer: 7.247[1] \| \| Schiedsrichterin: Dagmar Damková ( Tschechien) \|                                                                | England |
| Finnland                                                           | Tinja-Riikka Korpela – Tuija Hyyrynen, Tiina Salmén, Petra Vaelma, Maija Saari – Linda Sällström, Jessica Julin (72. Anna Westerlund), Anne Mäkinen , Essi Sainio (52. Annica Sjölund) – Laura Österberg Kalmari, Sanna Talonen (75. Susanna Lehtinen) Trainer: Michael Käld | Rachel Brown – Lindsay Johnson (68. Laura Bassett), Anita Asante, Faye White (41. Jill Scott), Casey Stoney – Katie Chapman, Kelly Smith, Fara Williams, Karen Carney, Sue Smith – Eniola Aluko Trainerin: Hope Powell | England |
| Finnland                                                           | 1:2 Annica Sjölund (66.) 2:3 Linda Sällström (79.) | 0:1 Eniola Aluko (14.) 0:2 Fara Williams (49.) 1:3 Eniola Aluko (67.) | England |
| Finnland                                                           | Spieler des Spiels: Eniola Aluko | | England |
| 3. September 2009 um 16:00 Uhr (Ortszeit) in Turku (Turku-Stadion) | | |         |
| Zuschauer: 7.247                                                   | | |         |
| Schiedsrichterin: Dagmar Damková ( Tschechien)                     | | |         |

### Niederlande – Frankreich 0:0 n.V., 5:4 i.E.
| Niederlande                                                            | Niederlande | Frankreich | Frankreich |
| ---------------------------------------------------------------------- | --- | --- | ---------- |
| Niederlande                                                            | \| 3. September 2009 um 20:00 Uhr (Ortszeit) in Tampere (Tampere-Stadion) \| \| Zuschauer: 2.766[3] \| \| Schiedsrichterin: Kirsi Heikkinen ( Finnland) \|                                                                               | \| 3. September 2009 um 20:00 Uhr (Ortszeit) in Tampere (Tampere-Stadion) \| \| Zuschauer: 2.766[3] \| \| Schiedsrichterin: Kirsi Heikkinen ( Finnland) \|                                                                                                  | Frankreich |
| Niederlande                                                            | Loes Geurts – Petra Hogewoning, Manoe Meulen, Daphne Koster , Dyanne Bito – Annemieke Kiesel, Anouk Hoogendijk, Kirsten van de Ven (77. Claudia van den Heiligenberg), Manon Melis – Sylvia Smit, Karin Stevens Cheftrainerin: Vera Pauw | Céline Deville – Corine Franco, Laura Georges, Ophélie Meilleroux, Sonia Bompastor – Camille Abily, Sandrine Soubeyrand , Gaëtane Thiney (87. Candie Herbert), Amandine Henry – Louisa Nécib (55. Eugénie Le Sommer), Élodie Thomis Cheftrainer: Bruno Bini | Frankreich |
| Niederlande                                                            | Elfmeterschießen | | Frankreich |
| Niederlande                                                            | 1:1 Karin Stevens 2:2 Manon Melis 3:3 Annemieke Kiesel 4:4 Sylvia Smit Daphne Koster (links am Tor vorbei) Dyanne Bito (gehalten) 5:4 Anouk Hoogendijk                                                                                   | 0:1 Sandrine Soubeyrand 1:2 Camille Abily 2:3 Amandine Henry 3:4 Eugénie Le Sommer Corine Franco (an den Pfosten) Ophélie Meilleroux (an den Pfosten) Candie Herbert (über das Tor)                                                                         | Frankreich |
| Niederlande                                                            | Spieler des Spiels: Manoe Meulen | | Frankreich |
| 3. September 2009 um 20:00 Uhr (Ortszeit) in Tampere (Tampere-Stadion) | | |            |
| Zuschauer: 2.766                                                       | | |            |
| Schiedsrichterin: Kirsi Heikkinen ( Finnland)                          | | |            |

### Deutschland – Italien 2:1 (1:0)
| Deutschland                                                        | Deutschland | Italien | Italien |
| ------------------------------------------------------------------ | --- | --- | ------- |
| Deutschland                                                        | \| 4. September 2009 um 16:00 Uhr (Ortszeit) in Lahti (Lahti-Stadion) \| \| Zuschauer: 1.866[4] \| \| Schiedsrichterin: Jenny Palmqvist ( Schweden) \| | \| 4. September 2009 um 16:00 Uhr (Ortszeit) in Lahti (Lahti-Stadion) \| \| Zuschauer: 1.866[4] \| \| Schiedsrichterin: Jenny Palmqvist ( Schweden) \| | Italien |
| Deutschland                                                        | Nadine Angerer – Bianca Schmidt (46. Simone Laudehr), Annike Krahn, Ariane Hingst (46. Sonja Fuss), Babett Peter – Linda Bresonik, Kim Kulig, Kerstin Garefrekes, Birgit Prinz (83. Martina Müller), Melanie Behringer – Inka Grings Trainerin: Silvia Neid | Anna Maria Picarelli – Roberta D’Adda, Elisabetta Tona, Viviana Schiavi, Sara Gama – Marta Carissimi (82. Tatiana Zorri), Giulia Domenichetti, Alessia Tuttino, Melania Gabbiadini, Carolina Pini (87. Silvia Fuselli) – Patrizia Panico Trainer: Pietro Ghedin | Italien |
| Deutschland                                                        | 1:0 Inka Grings (4.) 2:0 Inka Grings (47.) | 2:1 Patrizia Panico (63.) | Italien |
| Deutschland                                                        | Melania Gabbiadini | | Italien |
| Deutschland                                                        | Spieler des Spiels: Inka Grings | | Italien |
| 4. September 2009 um 16:00 Uhr (Ortszeit) in Lahti (Lahti-Stadion) | | |         |
| Zuschauer: 1.866                                                   | | |         |
| Schiedsrichterin: Jenny Palmqvist ( Schweden)                      | | |         |

### Schweden – Norwegen 1:3 (0:2)
| Schweden                                                               | Schweden | Norwegen | Norwegen |
| ---------------------------------------------------------------------- | --- | --- | -------- |
| Schweden                                                               | \| 4. September 2009 um 20:00 Uhr (Ortszeit) in Helsinki (Fußballstadion) \| \| Zuschauer: 1.708[5] \| \| Schiedsrichterin: Bibiana Steinhaus ( Deutschland) \| | \| 4. September 2009 um 20:00 Uhr (Ortszeit) in Helsinki (Fußballstadion) \| \| Zuschauer: 1.708[5] \| \| Schiedsrichterin: Bibiana Steinhaus ( Deutschland) \| | Norwegen |
| Schweden                                                               | Hedvig Lindahl – Anna Paulson, Stina Segerström (67. Louise Fors), Charlotte Rohlin, Sara Thunebro – Kosovare Asllani (46. Lina Nilsson), Caroline Seger, Nilla Fischer (46. Jessica Landström), Therese Sjögran – Lotta Schelin, Victoria Sandell Svensson Cheftrainer: Thomas Dennerby | Ingrid Hjelmseth – Toril Hetland Akerhaugen, Trine Rønning, Maren Mjelde, Camilla Huse – Lene Storløkken (90.+2’ Marita Skammelsrud Lund), Ingvild Stensland , Anneli Giske, Solveig Gulbrandsen – Isabell Herlovsen (76. Ingvild Landvik Isaksen), Elise Thorsnes (57. Cecilie Pedersen) Cheftrainer: Bjarne Berntsen | Norwegen |
| Schweden                                                               | 1:3 Victoria Sandell Svensson (80.) | 0:1 Stina Segerström (39., Eigentor) 0:2 Anneli Giske (45.) 0:3 Cecilie Pedersen (60.) | Norwegen |
| Schweden                                                               | Therese Sjögran | | Norwegen |
| Schweden                                                               | Spieler des Spiels: Ingvild Stensland | | Norwegen |
| 4. September 2009 um 20:00 Uhr (Ortszeit) in Helsinki (Fußballstadion) | | |          |
| Zuschauer: 1.708                                                       | | |          |
| Schiedsrichterin: Bibiana Steinhaus ( Deutschland)                     | | |          |

## Halbfinale

### England – Niederlande 2:1 n.V. (1:1, 0:0)
| England                                                                | England | Niederlande | Niederlande |
| ---------------------------------------------------------------------- | --- | --- | ----------- |
| England                                                                | \| 6. September 2009 um 19:00 Uhr (Ortszeit) in Tampere-Stadion (Tampere) \| \| Zuschauer: 4.621[6] \| \| Schiedsrichterin: Gyöngyi Gaál ( Ungarn) \|                                                                                           | \| 6. September 2009 um 19:00 Uhr (Ortszeit) in Tampere-Stadion (Tampere) \| \| Zuschauer: 4.621[6] \| \| Schiedsrichterin: Gyöngyi Gaál ( Ungarn) \| | Niederlande |
| England                                                                | Rachel Brown – Alex Scott, Anita Asante, Lindsay Johnson, Casey Stoney – Katie Chapman, Fara Williams , Kelly Smith, Sue Smith (46. Karen Carney) – Eniola Aluko (70. Lianne Sanderson), Jessica Clarke (91. Jill Scott) Trainerin: Hope Powell | Loes Geurts – Dyanne Bito (117. Marloes de Boer), Manoe Meulen, Daphne Koster , Petra Hogewoning – Annemieke Kiesel, Anouk Hoogendijk, Manon Melis, Marlous Pieëte (86. Kirsten van de Ven), Sylvia Smit – Karin Stevens (120. Shanice van de Sanden) Trainerin: Vera Pauw | Niederlande |
| England                                                                | 1:0 Kelly Smith (61.) 2:1 Jill Scott (116.) | 1:1 Marlous Pieëte (64.) | Niederlande |
| England                                                                | Casey Stoney | | Niederlande |
| England                                                                | Spieler des Spiels: Kelly Smith | | Niederlande |
| 6. September 2009 um 19:00 Uhr (Ortszeit) in Tampere-Stadion (Tampere) | | |             |
| Zuschauer: 4.621                                                       | | |             |
| Schiedsrichterin: Gyöngyi Gaál ( Ungarn)                               | | |             |

### Deutschland – Norwegen 3:1 (0:1)
| Deutschland                                                            | Deutschland | Norwegen | Norwegen |
| ---------------------------------------------------------------------- | --- | --- | -------- |
| Deutschland                                                            | \| 7. September 2009 um 19:00 Uhr (Ortszeit) in Helsinki (Fußballstadion) \| \| Zuschauer: 2.765[8] \| \| Schiedsrichterin: Kirsi Heikkinen ( Finnland) \| | \| 7. September 2009 um 19:00 Uhr (Ortszeit) in Helsinki (Fußballstadion) \| \| Zuschauer: 2.765[8] \| \| Schiedsrichterin: Kirsi Heikkinen ( Finnland) \| | Norwegen |
| Deutschland                                                            | Nadine Angerer – Bianca Schmidt (46. Célia Okoyino da Mbabi), Saskia Bartusiak, Annike Krahn, Babett Peter – Linda Bresonik (45.+ 1' Simone Laudehr), Kim Kulig, Kerstin Garefrekes, Birgit Prinz , Melanie Behringer (59. Fatmire Bajramaj) – Inka Grings Cheftrainer: Silvia Neid | Ingrid Hjelmseth – Toril Hetland Akerhaugen, Marita Skammelsrud Lund, Maren Mjelde, Camilla Huse (82. Hedda Strand Gardsjord) – Lene Storløkken, Ingvild Stensland , Anneli Giske, Solveig Gulbrandsen (76. Melissa Wiik) – Leni Larsen Kaurin (62. Cecilie Pedersen), Isabell Herlovsen Cheftrainer: Bjarne Berntsen | Norwegen |
| Deutschland                                                            | 1:1 Simone Laudehr (59.) 2:1 Célia Okoyino da Mbabi (61.) 3:1 Fatmire Bajramaj (90.+3') | 0:1 Isabell Herlovsen (10.) | Norwegen |
| Deutschland                                                            | Maren Mjelde, Toril Hetland Akerhaugen | | Norwegen |
| Deutschland                                                            | Spieler des Spiels: Simone Laudehr | | Norwegen |
| 7. September 2009 um 19:00 Uhr (Ortszeit) in Helsinki (Fußballstadion) | | |          |
| Zuschauer: 2.765                                                       | | |          |
| Schiedsrichterin: Kirsi Heikkinen ( Finnland)                          | | |          |

## Finale

### England – Deutschland 2:6 (1:2)
| England                                                                 | England | Deutschland | Deutschland |
| ----------------------------------------------------------------------- | --- | --- | ----------- |
| England                                                                 | \| 10. September 2009 um 19:00 Uhr (Ortszeit) in Helsinki (Olympiastadion) \| \| Zuschauer: 15.877[9] \| \| Schiedsrichterin: Dagmar Damková ( Tschechien) \|                                                                  | \| 10. September 2009 um 19:00 Uhr (Ortszeit) in Helsinki (Olympiastadion) \| \| Zuschauer: 15.877[9] \| \| Schiedsrichterin: Dagmar Damková ( Tschechien) \|                                                                                              | Deutschland |
| England                                                                 | Rachel Brown – Alex Scott, Faye White , Anita Asante, Casey Stoney – Katie Chapman (86. Emily Westwood), Jill Scott, Karen Carney, Eniola Aluko (81. Lianne Sanderson) – Fara Williams, Kelly Smith Cheftrainerin: Hope Powell | Nadine Angerer – Linda Bresonik, Annike Krahn, Saskia Bartusiak, Babett Peter – Kim Kulig, Simone Laudehr, Kerstin Garefrekes (83. Fatmire Bajramaj), Melanie Behringer (60. Célia Okoyino da Mbabi) – Birgit Prinz , Inka Grings Cheftrainer: Silvia Neid | Deutschland |
| England                                                                 | 1:2 Karen Carney (24.) 2:3 Kelly Smith (55.) | 0:1 Birgit Prinz (20.) 0:2 Melanie Behringer (22.) 1:3 Kim Kulig (51.) 2:4 Inka Grings (62.) 2:5 Inka Grings (73.) 2:6 Birgit Prinz (76.) | Deutschland |
| England                                                                 | Casey Stoney | | Deutschland |
| England                                                                 | Spieler des Spiels: Inka Grings | | Deutschland |
| 10. September 2009 um 19:00 Uhr (Ortszeit) in Helsinki (Olympiastadion) | | |             |
| Zuschauer: 15.877                                                       | | |             |
| Schiedsrichterin: Dagmar Damková ( Tschechien)                          | | |             |

- Schiedsrichtergespann:  Romina Santuari und  Lada Rojc (Schiedsrichterassistentinnen),  Kirsi Heikkinen (Vierte Offizielle)

Besonderheit: torreichstes EM-Finale der Geschichte